# Бромид платины(IV)
Бромид платины(IV) — неорганическое соединение, 
соль металла платины и бромистоводородной кислоты с формулой PtBr4,
тёмно-коричневые кристаллы,
растворяется в воде.

## Получение
- Действие брома на платину:

{\displaystyle {\mathsf {Pt+2Br_{2}\ {\xrightarrow {150^{o}C}}\ PtBr_{4}}}}
- Разложение гексабромоплатината(IV) водорода:

{\displaystyle {\mathsf {H_{2}[PtBr_{6}]\ {\xrightarrow {180^{o}C}}\ PtBr_{4}+2HBr}}}

## Физические свойства
Бромид платины(IV) образует тёмно-коричневые кристаллы,
растворяется в воде, этаноле, эфире, бромистоводородной кислоте.

## Химические свойства
- Разлагается при нагревании:

{\displaystyle {\mathsf {PtBr_{4}\ {\xrightarrow {T}}\ Pt+2Br_{2}}}}
- При растворении реагирует с водой, образуя кислоту:

{\displaystyle {\mathsf {PtBr_{4}+2H_{2}O\ {\xrightarrow {}}\ H_{2}[Pt(OH)_{2}Br_{4}]}}}